# 大阪市交通局協力会
財団法人 大阪市交通局協力会（ざいだんほうじん おおさかしこうつうきょくきょうりょくかい）は、かつて存在した大阪市交通局の外郭団体。
2007年1月に株式会社大阪メトロサービスに事業が移管された。

## 概要
※移管直前のデータ
- 所在地：大阪市西区九条南2-34-3 九条MTビル
- 資本金：1500万円
- 従業員：288人

### 事業内容
- 地下鉄駅構内の売店の運営。
- IC乗車カードOSAKA PiTaPa発行業務。
- 地下鉄やバスの広告。
- 乗車券業務。

## 沿革
- 1949年（昭和24年）5月：前身の「社団法人 大阪市電交助会」を設立。
- 1964年（昭和39年）5月：「財団法人 大阪市交通局協力会」を大阪市交通局の出資で設立。
- 2006年（平成18年）11月29日：「株式会社大阪メトロサービス」を設立（資本金5000万円全額出資）。
- 2007年（平成19年）1月：事業を大阪メトロサービスに移管し、解散。